# یواس‌اس ریسالوت (اس‌پی-۳۰۰۳)
یواس‌اس ریسالوت (اس‌پی-۳۰۰۳) (به انگلیسی: USS Resolute (SP-3003)) یک کشتی بود که طول آن ۳۶ فوت (۱۱ متر) بود. این کشتی در سال ۱۹۱۳ ساخته شد.